# أرق فول الصويا
أرق فول الصويا أو مَن فول الصويا (Aphis glycines) هي آفة حشرية تصيب فول الصويا (Glycine max) وهي مستقدمة إلى أمريكا الشمالية. موطن أرق فول الصويا الأصلي هو آسيا. وصف بأنه آفة شائعة لفول الصويا في الصين وآفة عرضية لفول الصويا في إندونيسيا، اليابان، كوريا، ماليزيا، الفلبين، وتايلاند. وثقت حشرة أرق فول الصويا أول مرة في أمريكا الشمالية في ولاية ويسكونسن في يوليو 2000. راجسدال وآخرون. (2004) أشارو إلى أن حشرة أرق فول الصويا ربما وصلت إلى أمريكا الشمالية قبل عام 2000، لكنها ظلت غير مكتشفة لفترة من الزمن. اقترحا Venette and Ragsdale (2004) أن اليابان ربما كانت بمثابة نقطة المنشأ لغزو أرق فول الصويا لأمريكا الشمالية. بحلول عام 2003، وثقت حشرة أرق فول الصويا في ديلاوير، جورجيا، إلينوي، إنديانا، آيوا، كانساس، كنتاكي، ميشيغان، مينيسوتا، ميسيسيبي، ميسوري، نبراسكا، نيويورك، نورث داكوتا، أوهايو، بنسلفانيا، ساوث داكوتا، فيرجينيا، غرب فرجينيا وويسكونسن. شكلت هذه الولايات 89٪ من 63،600،000 فدان (257،000 كيلومتر مربع) من فول الصويا المزروع في الولايات المتحدة في عام 2007.